# René Despicht

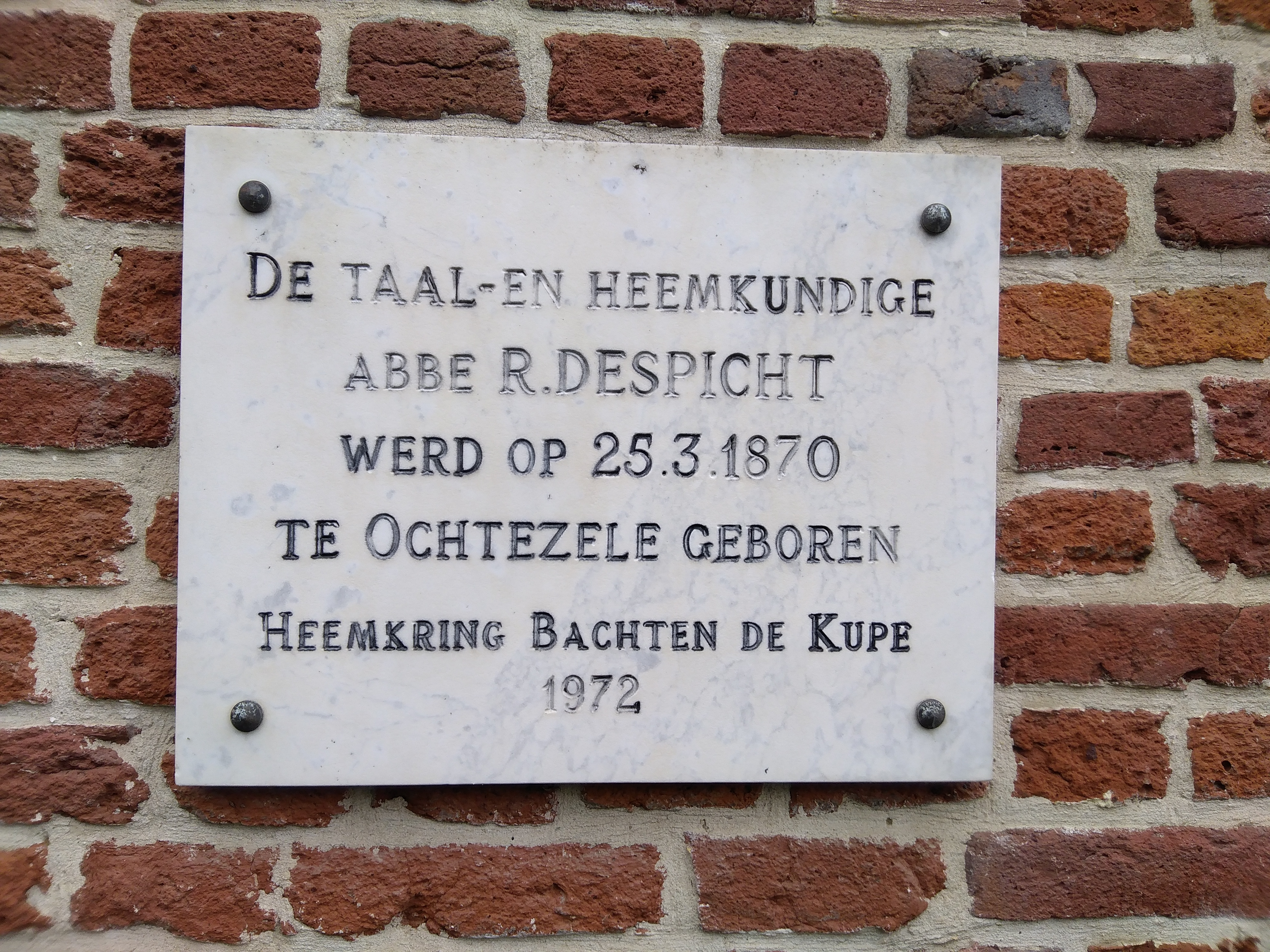
Herdenkingsplaat voor priester René Despicht in Ochtezele.

René Despicht (Ochtezele, 25 maart 1870 – Steenvoorde, 6 maart 1960) was een Frans rooms-katholiek priester en promotor van de Vlaamse volkstaal en het Nederlands in Frans-Vlaanderen.

## Levensloop
Door zijn ouders, die landbouwers waren, werd hij in het Vlaamsch opgevoed. Na lager onderwijs in Arneke en middelbaar onderwijs in Hazebroek, studeerde Despicht Germaanse filologie aan de Katholieke Universiteit Rijsel. Hij maakte er kennis met prof. Camille Looten, docent Engelse taal en letterkunde, voorzitter van het Comité flamand de France, van wie hij een vriend en vertrouweling werd. Hij trad in het seminarie en in 1898 werd hij tot priester gewijd.
Hij was achtereenvolgens leraar in Rijsel, kapelaan in Zegerskapel en Winnezele, tijdens de Eerste Wereldoorlog tolk en aalmoezenier bij het Franse-Engelse leger, en van 1926 tot 1937 de eerste hoogleraar in de Nederlandse taal- en letterkunde aan de Katholieke Universiteit Rijsel.
Hij werd een vooraanstaand figuur voor wat betreft de promotie van het Vlaams in Frans-Vlaanderen. Hij nam het initiatief in 1900 voor een jaaralmanak onder de naam Tisje Tasje, die jaarlijks verscheen tot in 1914. Na de Eerste Wereldoorlog werd hij actief in het Vlaamsch Verbond van Frankrijk en werd de bezieler van de Taal- en Letterkundige Wedstrijden in Frans-Vlaanderen.
Hij schreef talrijke bijdragen over taal, literatuur, toponymie en folklore in de Westhoek. Hij is ook de auteur van verhalen en gedichten in de moedertaal, vaak onder pseudoniem, onder meer onder die van 'Renteka'. Tijdens zijn hoogleraarschap werd hij vooral geprezen voor zijn eruditie en zijn uitstekende kennis van de literatuur in Zuid- en Noord-Nederland. Hij was vooral een kenner van Guido Gezelle, van wie hij het werk op een originele wijze bij zijn leerlingen introduceerde.
In 1958 werd hij lid van de Maatschappij der Nederlandse Letterkunde in Leiden.
Naast zijn vlotte kennis van het Nederlands, was René Despicht vertrouwd met niet minder dan twaalf talen, waaronder het Portugees en het Russisch.

## Publicaties
René Despicht was bijzonder actief als volkskundige, essayist en dichter. Hij schreef vaak naamloos of onder schuilnamen, zodat het soms moeilijk is zijn talloze werken te identificeren.
Hij werkte mee aan ongeveer alle regionalistische tijdschriften die, na de Eerste Wereldoorlog, in Frans-Vlaanderen werden gepubliceerd, onder dewelke:
- Le Beffroi de Flandre (1919-1928),
- Mercure de Flandre (1922-1931),
- De Vlaemsche stemme in Vrankryk (1923-1926).

Hij verleende ook zijn medewerking aan het Vlaams Verbond van Frankrijk (VVF): vele van zijn bijdragen vindt men terug in de twee tijdschriften van het VVF:
- Le Lion de Flandre
- De Torrewachter (1929-1944). Van dit laatste werd hij de belangrijkste medewerker.